# Разделно събиране на отпадъците
Разделното събиране на отпадъците е система от мероприятия за разделно събиране на отпадъците от хартия, метал, стъкло, пластмаса, излязло от употреба електрическо и електронно оборудване, батерии и други. Така се предотвратява попадането на опасни отпадъци в околната среда и се намалява въздействието на човека върху нея чрез повторно използване на суровините и материалите след тяхното рециклиране.
| Двуконтейнерен модел |                           |                           |
| зелен контейнер      | син контейнер             | син контейнер             |
| стъкло               | хартия, пластмаса и метал | хартия, пластмаса и метал |
| Триконтейнерен модел |                           |                           |
| зелен контейнер      | син контейнер             | жълт контейнер            |
| стъкло               | хартия                    | пластмаса и метал         |

## Административни изисквания в Република България
Според действащия в България Закон за управление на отпадъците лицата пускащи на пазара продукти, след употребата на които се образуват масово разпространени отпадъци, отговарят за разделното им събиране и постигане на съответните цели за разделно събиране, повторна употреба, рециклиране и оползотворяване:
- не по-малко от 60% от теглото на отпадъците от опаковки трябва да бъдат оползотворени или изгорени в инсталации за изгаряне на отпадъци с оползотворяване на енергията;
- не по-малко от 55% и не повече от 80% от теглото на отпадъците от опаковки трябва да бъдат рециклирани, като се рециклира поне
  - 60% от теглото на отпадъците от опаковки от стъкло;
  - 60% от теглото на отпадъците от опаковки от хартия и картон;
  - 50% от теглото на отпадъците от опаковки от метали;
  - 22,5% от теглото на отпадъците от опаковки от пластмаси, при чието рециклиране се получава единствено пластмаса;
  - 15% от теглото на дървесните отпадъци от опаковки.